# Upplands runinskrifter 817
Upplands runinskrifter 817 är en försvunnen vikingatida runsten som stått rest i Bälsunda, Hjälsta socken och Enköpings kommun. U 817 har varit försvunnen länge, möjligen sedan 1600-talet.

## Inskriften
Translitterering av runraden:
[auþker · auk · aker · litu · raisa · stain · þino eftiʀ · kula · faþur sin]
Normalisering till runsvenska:
Auðgæiʀʀ/Auðgærðr ok Agæiʀʀ/Agærðr letu ræisa stæin þenna æftiʀ Gulla, faður sinn.
Översättning till nusvenska:
Ödger och Åger läto resa denna sten efter Gulle, sin fader.